# گرند فورکس، بریتیش کلمبیا
گرند فورکس (به انگلیسی: Grand Forks) شهری در بریتیش کلمبیای کانادا است که در باندری کانتری در منطقه کوتنی غربی واقع شده‌است.
این شهر در شمال مرز آمریکا و کانادا، حدود ۵۰۰ کیلومتری ونکوور، ۲۰۰ کیلومتری کلونا، ۲۲۰ کیلومتری اسپوکن در ایالت واشنگتن آمریکا و ۲۳ کیلومتری غرب منطقه عبوری دریاچه کریستینا قرار دارد.

## خصوصیات
گرند فورکس ۱۰٫۴۳ کیلومترمربع مساحت و طبق سرشماری سال ۲۰۱۱ تعداد ۳٬۹۸۵ نفر جمعیت دارد و ۵۲۰ متر بالاتر از سطح دریا واقع شده‌است.

## خواهرخوانده
شهر اشپرمبرگ خواهرخواندهٔ گرند فورکس، بریتیش کلمبیا هست.